# 501(c)(3)
Una organització 501(c)(3) és una corporació, un fideïcomís, una associació no incorporada o un altre tipus d'organització dels Estats Units exempta de l'impost federal sobre la renda segons la secció 501(c)(3) del títol 26 del Codi dels Estats Units. És un dels 29 tipus d'organitzacions sense ànim de lucre 501(c) als EUA.
Les exempcions fiscals de l'article 501(c)(3) s'apliquen a les entitats organitzades i gestionades exclusivament amb finalitats religioses, benèfiques, científiques, literàries o educatives, per a proves de seguretat pública, per fomentar la competició esportiva amateur nacional o internacional o per a la prevenció de la crueltat cap a nens o animals. L'exempció de l'article 501(c)(3) també s'aplica a qualsevol caixa, fons, associació o fundació col·laboradora no constituïda en societat organitzada i gestionada exclusivament per a aquests propòsits.  També hi ha organitzacions de suport, sovint anomenades en forma taquigràfica com a organitzacions "Amigues de".
26 U.S.C. § 170 provides a deduction for federal income tax purposes, for some donors who make charitable contributions to most types of 501(c)(3) organizations, among others. Regulations specify which such deductions must be verifiable to be allowed (e.g., receipts for donations of $250 or more).
A causa de les deduccions fiscals associades a les donacions, la pèrdua de l'estatus 501(c)(3) pot ser molt difícil, si no fatal, per a la continuïtat de l'operació d'una organització benèfica, ja que moltes fundacions i fons corporatius de contrapartida no atorguen fons a una entitat benèfica sense aquest estatus i els donants individuals sovint no donen a aquesta organització benèfica a causa de la indisponibilitat de deduccions fiscals per a contribucions.

## Tipus
Les dues classificacions exemptes de les organitzacions 501(c)(3) són les següents:
- Una organització benèfica pública, identificada per l'Internal Revenue Service (IRS) com a "no una fundació privada", normalment rep una part substancial dels seus ingressos, directament o indirectament, del públic en general o del govern. El suport públic ha de ser bastant ampli, no limitar-se a uns quants individus o famílies. Les organitzacions benèfiques públiques es defineixen a l'Internal Revenue Code d'acord amb les seccions 509(a)(0) a 509(a)(4).[4]
- Una fundació privada, de vegades anomenada fundació no operativa, rep la major part dels seus ingressos d'inversions i dotacions. Aquests ingressos s'utilitzen per fer subvencions a altres organitzacions, en lloc de ser desemborsats directament per a activitats benèfiques. Les fundacions privades es defineixen a l'Internal Revenue Code a la secció 509(a) com a organitzacions 501(c)(3), que no es consideren organitzacions benèfiques públiques.[5][6]

## Obtenció de l'estatus
El requisit bàsic per obtenir l'estatus d'exempció d'impostos és que l'organització estigui específicament limitada en poders a finalitats que l'IRS classifica com a finalitats exemptes d'impostos. A diferència de les corporacions sense ànim de lucre que es beneficien de propòsits amplis i generals, les organitzacions sense ànim de lucre han de tenir competències limitades per funcionar amb l'estatus d'exempció d'impostos, però una corporació sense ànim de lucre no està limitada per defecte en poders fins que es limita específicament als estatuts de constitució o als estatuts de les corporacions sense ànim de lucre. Aquesta limitació dels poders és crucial per obtenir l'estatus d'exempció fiscal amb l'IRS i després a nivell estatal. Les organitzacions adquireixen l'exempció fiscal 501(c)(3) presentant el Formulari 1023 de l'IRS. A 2006, el formulari ha d'anar acompanyat d'una taxa de presentació de 850 $ si s'espera que els ingressos bruts anuals de l'organització siguin de mitjana 10.000 $ o més. Si s'espera que els ingressos bruts anuals siguin de mitjana inferiors a 10.000 dòlars, la taxa de presentació es redueix a 400 dòlars. Hi ha algunes classes d'organitzacions que es tracten automàticament com a exemptes d'impostos segons 501(c)(3), sense necessitat de presentar el Formulari 1023:
- Esglésies, les seves auxiliars integrades i convencions o associacions d'esglésies. Una convenció o associació d'esglésies generalment es refereix a l'estructura organitzativa de les esglésies congregacionals. Una convenció o associació d'esglésies també pot referir-se a una empresa cooperativa d'esglésies de diverses confessions que treballa conjuntament per realitzar activitats religioses.
- Organitzacions que no són fundacions privades i que tenen uns ingressos bruts que normalment no superen els 5.000 dòlars

L'IRS va llançar una eina de programari anomenada Cyber Assistant el 2013, que va ser succeïda pel Formulari 1023-EZ el 2014.
Hi ha una manera alternativa perquè una organització obtingui l'estatus si una organització ha sol·licitat una determinació i hi ha una controvèrsia real sobre una determinació o si l'Internal Revenue Service no ha fet una determinació. En aquests casos, el Tribunal Fiscal dels Estats Units, el Tribunal de Districte dels Estats Units per al Districte de Columbia i el Tribunal de Reclamacions Federals dels Estats Units tenen jurisdicció concurrent per emetre una sentència declarativa de la qualificació de l'organització si l'organització ha esgotat els recursos administratius amb l'Internal Revenue Service.
Abans del 30 de desembre de 1969, les organitzacions sense ànim de lucre podien declarar-se exemptes d'impostos en virtut de la secció 501(c)(3) sense obtenir prèviament el reconeixement del Servei d'Impostos Interns presentant el Formulari 1023 i rebent una carta de determinació. Una organització sense ànim de lucre que ho fes abans d'aquesta data encara podria estar subjecta a la impugnació del seu estat per part del Servei d'Impostos Interns.